# Cerkiew Świętych Apostołów Piotra i Pawła w Ostrowie
Cerkiew pod wezwaniem Świętych Apostołów Piotra i Pawła – prawosławna cerkiew parafialna w Ostrowie, w dekanacie lachowickim eparchii pińskiej i łuninieckiej Egzarchatu Białoruskiego Patriarchatu Moskiewskiego.

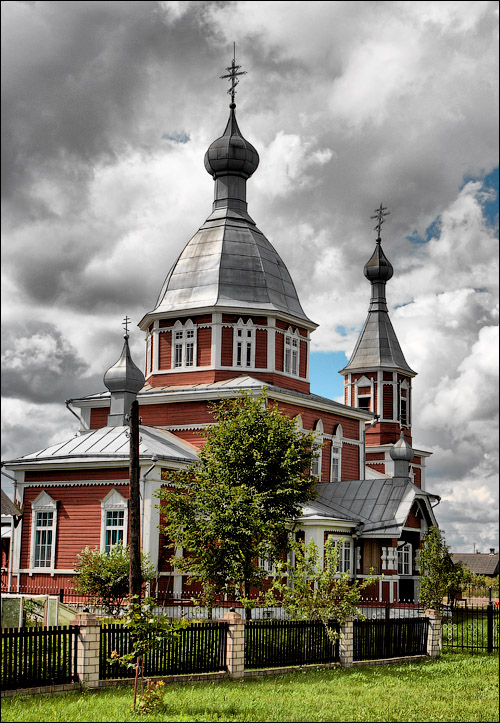
Cerkiew od północnego wschodu

## Historia
Cerkiew została zbudowana w 1910 r., konsekrowana 11 lipca tego samego roku. 20 stycznia 1989 r. poświęcono boczny ołtarz św. Męczennicy Paraskiewy.

## Architektura
Budowla drewniana. Każde z wejść (główne i dwa boczne) poprzedzone jest gankiem ze wspartym na kolumienkach szczytem zwieńczonym kopułą. Od frontu wznosi się dwukondygnacyjna wieża (w dolnej części czworoboczna, w górnej – ośmioboczna), zwieńczona ostrosłupowym hełmem z kopułką. Nawę pokrywa ośmioboczna kopuła, zwieńczona wieżyczką z baniastym hełmem. Wewnątrz znajdują się ołtarze i ikonostas, spośród ikon szczególnym kultem otoczona jest kopia Częstochowskiej Ikony Matki Bożej.